# Phyllopalpus
Phyllopalpus is een geslacht van insecten die behoren tot de familie van de krekels (Gryllidae). De wetenschappelijke naam van het geslacht is voor het eerst geldig gepubliceerd in 1864 door Uhler. Het geslacht omvat zes soorten. De soorten van dit geslacht komen voor in Noord-, Midden- en Zuid-Amerika.

## Soorten
Hieronder volgt een lijst van soorten van dit geslacht:
- Phyllopalpus batesii
- Phyllopalpus brunnerianus
- Phyllopalpus caeruleus
- Phyllopalpus nigrovarius
- Phyllopalpus pulchellus
- Phyllopalpus pulcher